# Фумане
Фума̀не (на италиански и на венециански: Fumane) е малко градче и община в Северна Италия, провинция Верона, регион Венето. Разположено е на 198 m надморска височина. Населението на общината е 4119 души (към 2015 г.).